# Xylotrechus arunensis
Xylotrechus arunensis är en skalbaggsart som beskrevs av Holzschuh 1982. Xylotrechus arunensis ingår i släktet Xylotrechus och familjen långhorningar.
Artens utbredningsområde är Nepal. Inga underarter finns listade i Catalogue of Life.